# Той (Ніуе)
Той (англ. Toi) — одне з чотирнадцяти сіл Ніуе, розташоване на півночі острова за 17 км від Алофі. Населення за переписом 2017 року становило 22 особи, порівняно з 25 у 2011 році. Село носить назву дерева.